# Karl Lundberg

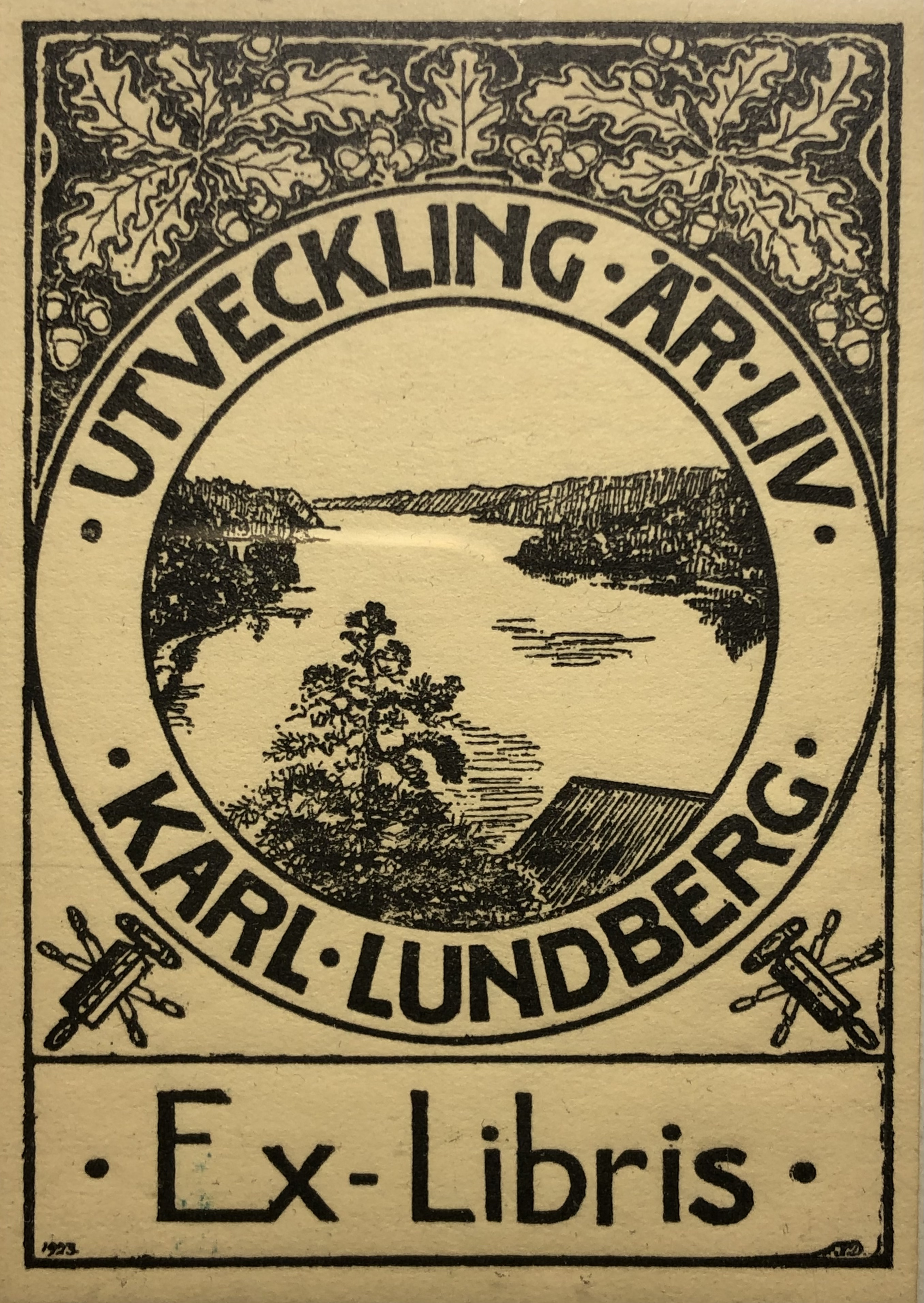
Karl Lundbergs Ex-Libris. En etikett som fanns inklistrad i böcker i hans privata bibliotek. Hans motto: "Utveckling är liv" finns inskrivet.

Karl Magnus Samuel Lundberg, född 20 augusti 1873 i Gärdserums församling, Kalmar län, död 27 oktober 1939 i Valdemarsviks församling, Östergötlands län, var en svensk företagsledare.

## Biografi
Lundberg, som var son till fabrikör C.J. Lundberg och Johanna Lundberg, var 1898−1927 verkställande direktör för Lundbergs läderfabrik i Valdemarsvik. Karl Lundberg var gift med Maria Lundberg, född Forssberg, dotter till Anna och Sven Peter Forssberg. Han överlät rollen som verkställande direktör till äldste sonen Sven Lundberg 1927.
Karl Lundberg tog vid 24 års ålder över som chef för C.J. Lundbergs Läderfabrik och lät ombilda företaget till familjebolag. Han var mycket framsynt och handlingskraftig när det gällde att införa nya metoder att anskaffa nya maskiner. Som exempel kan nämnas att läderfabriken redan 1903 levererade kromgarvat läder som snart visade sig vara en mycket konkurrenskraftig produkt. Under Karl Lundbergs ledning blev företaget ett av de främsta i landet inom garverinäringen. 
C.J. Lundbergs Läderfabriks Aktiebolag gav 1927 ut en bok som sammanfattar företagets historia fram till dess. Det framgår att Karl Lundberg 1887, efter 5 klasser i Västerviks Elementarläroverk, inträtt som lärling och med början 1891 hade plats som volontär i ett välkänt tyskt garveri samt senare som gesäll i en av Tysklands modernaste läderfabriker. Under denna sin studietid fick han hemsända utförliga beskrivningar av tillverkningsmetoder och maskinella anordningar.  
Karl Lundberg åtog sig förutom ledningen av läderfabriken även ett antal andra uppdrag för hembygdens väl. Lundberg var starkt drivande i frågan om Valdemarsvik som egen kommun vilket bidrog till att samhället blev egen köping 1 januari 1914. Karl Lundberg var en av stiftarna av Valdemarsviks sparbank och tillika dess ordförande 1925-1939. Under en kritisk period tog Lundberg det krävande uppdraget som Vikbolandsbanans styrelseordförande med framgångsrikt resultat. Han var även ordförande i Norra Tjusts trafikaktiebolag, ordförande i Svenska Handelsbankens lokalstyrelse i Valdemarsvik, ledamot av direktionen för Söderköpings lasarett, vice ordförande i trafikutskottet för Östergötlands smalspåriga järnvägar, styrelseledamot i Gusums bruks- och fabriksaktiebolag, med mera. Under ett flertal år var Lundberg landstingsman, under krigsåren 1914-1918 ledamot av statens industrikommission. Han var verksam inom olika branschföreningar inom läderindustrin såsom Svenska garveriidkareföreningen. Han var även grundare och en av stiftarna till Odd Fellowlogen n:r 84 Österskär i Valdemarsvik.  